# ホリデーライナーかなざわ
ホリデーライナーかなざわは、西日本旅客鉄道（JR西日本）が北陸本線富山駅 - 金沢駅（現：あいの風とやま鉄道線・IRいしかわ鉄道線）間で運行した快速列車である。

## 概要
2006年（平成18年）11月2日に金沢駅前に開業した商業施設「金沢フォーラス」への買い物客の利用を見込み、翌2007年（平成19年）3月18日のダイヤ改正で、土曜日・休日の午前中に富山発金沢行の快速列車（臨時列車扱い）が上りのみ2本新設された。この列車は時刻表上は愛称なしであったものの「ショッピングトレイン」と銘打たれ、専用のヘッドマークも掲示された。
その後、列車名は同年5月26日に金沢駅構内に金沢百番街「くつろぎ館」がオープンしたのに合わせ「ホリデーライナーかなざわ」に変更し、ヘッドマークも新規のものが掲示された。
しかし、2010年（平成22年）3月20日には、運行は上り1本に減便され、2015年（平成27年）3月14日には、北陸新幹線金沢開業に伴い、運行区間の北陸本線はあいの風とやま鉄道とIRいしかわ鉄道に移管されたため、改正前最後の土休日となった同年3月8日をもって運行終了となった。

## 運行概況
廃止直前の2014年10月18日時点では、土曜日・休日に富山駅 → 金沢駅間で1本が設定されていた。
停車駅は、富山駅・小杉駅・高岡駅・福岡駅・石動駅・津幡駅・金沢駅であった。

## その後
移管に際しては、本列車の直接の代替となる列車は設定されなかった。
あいの風とやま鉄道およびIRいしかわ鉄道では移管後から金沢 - 富山・泊駅間で「あいの風ライナー」を運転しているが、「ホリデーライナーかなざわ」と異なり、同区間で移管以前に運転されていた特急「おはようエクスプレス」の移管区間における代替という性格が強く、平日のみ運転の座席指定制列車となっており、停車駅も異なる。
また、IRいしかわ鉄道では2017年3月4日から土休日の午前中に「IRホリデー号」の名称の普通列車を津幡駅 - 金沢駅間で運転していたが、2019年（平成31年）3月16日ダイヤ改正により廃止が決定。最後の土休日となる同10日に運行終了となった。ダイヤ改正以降は「IRおでかけ号」の名称で、臨時列車として多客期に運転される。